# جيمي ميلور
جيمي ميلور (بالإنجليزية: Jimmy Mellor)‏ (1870 في المملكة المتحدة - ) هو لاعب كرة قدم بريطاني (وحمل سابقاً جنسية المملكة المتحدة لبريطانيا العظمى وأيرلندا) في مركز الهجوم. لعب مع ستوك سيتي وDresden United F.C. ‏.